# Bôjolet et Riesling
Bôjolet, puis Bôjolet et Riesling, sont une série de bande dessinée créée par Mazel, auteur des dessins et des scénarios. Elles sont publiées dans le Journal de Tintin de 1964 à 1966.

## Trame
Bôjolet est un gentil clochard, d'abord seul, puis en compagnie de Riesling, son compagnon d'infortune. Ils enchaînent les aventures humoristiques.

## Historique de la série
Mazel est l'auteur complet de cette série, qu'il crée pour le Journal de Tintin, où elle paraît de 1964 à 1966.
La série, intitulée d'abord Bôjolet, s'appelle ensuite Bôjolet et Riesling ou Riesling et Bôjolet. Elle paraît en récits complets, presque toujours de quatre pages, sauf 5 et 6 pages pour les deux derniers récits.
Cette série commence à paraître dans l'édition belge de l'hebdomadaire, en 1963, successivement aux numéros 40, 44 et 53, en récits complets de deux à quatre pages, qui ne seront pas repris dans l'édition française. La parution dans le Tintin français commence avec huit récits complets de quatre pages en 1964, et s'y termine en 1966 avec deux récits complets de cinq et six pages, dans les numéros 899 et 902,.